# Alan Green (Fußballspieler, 1954)
Alan Paul Green (* 1. Januar 1954 in Worcester) ist ein ehemaliger englisch-US-amerikanischer Fußballspieler.

## Karriere
Green spielte Anfang der 1970er Jahre für Coventry City in der First Division, bis zu seinem Abgang 1979 kam er zu insgesamt 117 Erstligaspielen und 30 -toren. 1972 hatte er mit der englischen Jugendnationalmannschaft das UEFA-Juniorenturnier in Spanien gewonnen. Nachdem der Stürmer in der Sommerpause 1977 bereits an die Washington Diplomats in die North American Soccer League verliehen worden war, schloss er sich dem Franchise 1979 erneut an. In den folgenden Jahren spielte er in den USA noch für die Jacksonville Tea Men, Golden Bay Earthquakes, New York Cosmos und die Jacksonville Generals. 1983 nahm er die amerikanische Staatsbürgerschaft an und kam im Mai 1984 zu einem Länderspieleinsatz für die US-amerikanische Fußballnationalmannschaft bei einem torlosen Unentschieden gegen Italien.
Nach seiner Laufbahn kehrte er nach England zurück und war in der Sozialarbeit in den West Midlands tätig.